# Epischoenus adnatus
Epischoenus adnatus är en halvgräsart som beskrevs av Margaret Rutherford Bryan Levyns. Epischoenus adnatus ingår i släktet Epischoenus och familjen halvgräs. Inga underarter finns listade i Catalogue of Life.